# Николеску, Фауст
Фауст Николеску (рум. Faust Nicolescu; 1880, Окнеле-Мари, Соединённые княжества Молдавии и Валахии — 1951, Бухарест, Румыния) — румынский композитор, теоретик искусства и музыкальный педагог.

## Биография
В 1897—1904 годах изучал теорию музыки, хоровую и литургическую музыку в Бухарестской консерватории. Ученик Георге Брэтиану и Думитру Кириака-Джорджеску и Эдуарда Вахмана.
Затем отправился во Францию, в Лилль, где совершенствовался в филиале Парижской консерватории. В 1906 году вернулся на родину и стал преподавать вокальную музыку в гимназии в Рымнику-Сэрат, затем инструментальную музыку в Военной гимназии в Крайове .
Был награждён юбилейной медалью Кароля I.
В 1909 году поселился в Бухаресте, где работал в консерватории сначала секретарём, заместителем преподавателя, затем профессором хоровой музыки и теории музыки (1926—1946), заместителем директора (1929—1940), затем заместителем директора (1940).
Писал музыку.

## Избранные музыкальные сочинения
- «Большой вальс» для фортепианного концерта
- «Я всё ещё жду её» для голоса и фортепиано

Среди его известных учеников Паскаль Бентою, Йон Думитреску, Темистокле Попа и другие.